# 蔡元培
蔡元培（1868年1月11日—1940年3月5日），中国近代革命家、教育家、政治人物、翻譯家，浙江绍兴山陰縣（今浙江紹興）人，原籍浙江诸暨。他曾任中华民国国民政府代理主席，亦被普遍認為是中国近代民族学研究的先驱。
蔡元培25岁成进士，被点翰林院庶吉士，是中華民國首任教育總長，1916年至1927年任北京大学校长，革新北大，開「學術」與「自由」之風；1920年至1930年，蔡元培同时兼任中法大学校长。北伐時期，國民政府定都南京後，他主持教育行政委員會、籌設中華民國大學院及中央研究院，主導教育及學術體制改革。他也是中國國民黨監察委員，四一二事件時領銜發表《護黨救國之通電》，要求清黨。1928年至1940年專任中央研究院院長，貫徹對學術研究的主張。
蔡元培為人寬厚、惻隱為懷，對中國社會及陋俗有透徹觀察；兩度遊學歐洲、親炙文藝復興人文主義精神及法國大革命後的思潮。他把中國文化教育「從封建專制時代擺渡到民主自由時代」。手定教育方針，創立現代教育制度。把北京大學學術化，奠定中央研究院之基礎。提倡軍國民教育、實利主義、公民道德及人生觀、世界觀、美學教育。倡导自由思想、民權與女權，致力革除「讀書為官」之舊俗，開科學性研究風氣。

## 早年

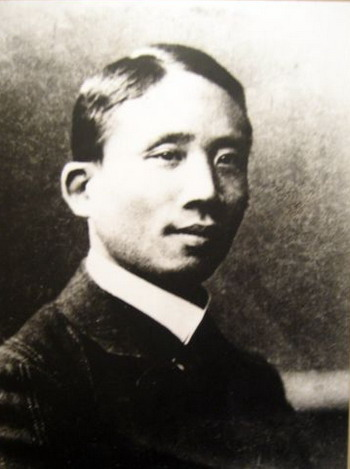
青年蔡元培

蔡元培於1868年1月11日（清同治十二月十七日）出生于浙江紹興府山陰縣（即今绍兴）。
祖父蔡嘉謨在當地經商，並且有七個孩子。長子蔡光普為地下錢莊經理，也就是蔡元培的父親。蔡光普，字耀山，對人十分厚愛，與周氏結婚，育有七個孩子，蔡元培排行第四。
蔡元培一生凡三娶。1889年3月與元配王昭（仲明）結婚。1900年，王氏病逝，翌年續娶黃世振（仲玉）。1921年1月，黃氏病逝。1923年7月，續娶周峻（養浩）。周氏於1975年8月病逝。他們共有五子：蔡阿根、蔡無忌、蔡柏齡、蔡懷新、蔡英多；二女：蔡威廉、蔡睟盎。
蔡元培6歲入讀私塾。11歲喪父後，由曾經念書的六叔蔡銘恩（茗珊）指導學習《史記》、《漢書》、《文史通義》等等。
1883年，17岁的蔡元培考取秀才後，開始博覽群書。
1884年，18歲的蔡元培设馆教书。
1885年，到杭州參加鄉試。
清光绪16年（1890年）庚寅恩科贡士，因故未参加当年殿试，光绪18年（1892年）壬辰科补殿试，中二甲进士，同年五月，改翰林院庶吉士。光緒二十年四月，散館，授翰林院編修。中日甲午战争爆发，《马关条约》签订后，蔡元培深受震动，开始广泛涉猎译本书报，留心时事，学习日文和西学，同情维新派。

## 革命生涯
1898年秋（清朝光绪二十四年）戊戌变法失败后，清政府杀害了他所崇拜的谭嗣同，使他深感清廷政治改革“无可希望”，断然离开翰林院南下，任绍郡中西学堂（今绍兴市第一中学前身）总理，提倡新学。1900年秋，因不满于守旧派的反对和校董的干涉，辞职。
1901年夏，蔡元培来到上海代理澄衷学堂校长。9月，被聘为南洋公学经济特科班总教习，传播爱国民权思想:368。次年在上海与章炳麟、蒋智由、叶瀚等发起成立中国教育学会，并担任会长。同年秋创办爱国女学，组建爱国学社接收南洋公学退学的学生。由于爱国学社从事革命活动，1903年，引发清政府，下令侦讯。蔡元培辗转青岛，后前往日本留學，因為中國學生遭受無理壓迫，憤而伴送被放逐的吳稚暉等歸國。1904年2月，创办《俄事警闻》（后改名《警钟日报》），提倡民权，倡導革命。
1904年11月，蔡元培与陶成章、魏兰、龚宝铨等在上海发起建立光复会，蔡元培为会长，陶成章任副会长，并密谋武装起义。次年加入同盟会，藉學校和報紙培植革命力量。孙中山委任蔡元培为同盟会上海分会负责人:368。
1907年5月，在驻德公使孙宝琦帮助下，到德国留學。在柏林一年學德語，1908年秋，在莱比锡大学文明史与世界史研究所研究了3年哲学、美学、心理学和民族学，师从哲学家威廉·冯特、历史学家卡尔·兰普雷希特（德语：Karl Lamprecht）。他于1917在北京设立自己的实验室。
1911年辛亥革命爆发，应陈其美来电催促，取道西伯利亚回国。1912年1月，孫中山組織南京临时政府。第三天就任命蔡元培作教育部長。2月，南京临时参议院表决确定南京为临时政府地点，选举袁世凯为中华民国第二任临时大总统，孙中山派专蔡元培为专使，与唐绍仪、汪精卫同往北京迎接袁世凯来南京就任。伴随蔡往北京还有欢迎员十四人，如魏宸组、刘冠雄、钮永建、宋教仁、曾昭文、黄恺元、王正廷等。27日，蔡元培抵达北京，即与袁世凯会面，袁表达南下愿望，次日又与袁世凯开茶话会。29日夜，驻扎北京曹锟所部陆军第三镇发生兵变，肆意开枪放炮，沿途挨户抢劫金银，蔡元培等人驻地也遭抢劫，损失了部分行李文件等物，个别欢迎员走失。次晨眾人移居六国饭店以防不测，后致电南京等处报告所有欢迎员平安无恙，并向孙中山报告相关情况，并要求返回南京面陈各项事宜。4月，蔡元培与汪精卫等人发起成立“留法俭学会”，认为“今共和初立，欲造成新社会、新国民，更非留学莫济，而尤以民气民智先进之国为宜。兹由同志组织留法俭学会，以兴勤俭苦学之风，以助其事之实行也。”同时，在北京成立留法预备校。同年，蔡元培任北京政府唐绍仪内阁教育总长，主张教育应从造成现世幸福出发，提出废除读经等改革措施，摹仿西方教育制度，任上蔡元培主持制定了一系列教育政策、法规，并在全国临时教育会议上通过，奠定了民国教育的基本规模。7月，因不满袁世凯的专制统治而辞职。
1913年旅居德、法，从事教育、哲学和美学研究。蔡元培在法国与汪精卫比邻而居，期间袁世凱、克定父子透过朱芾煌汇来三千元给汪精卫和蔡元培，后邀请他们回國任高級顧問被拒絕。1915年汪精卫回国后将子女托寄给在波爾多的蔡元培照看。蔡元培还在里昂創辦中法大學。
1915年与李石曾等组织留法勤工俭学，次年与吴玉章等组织华法教育会。

## 北京大學校長
蔡透过以下兩點改变北大：
- 五四中心

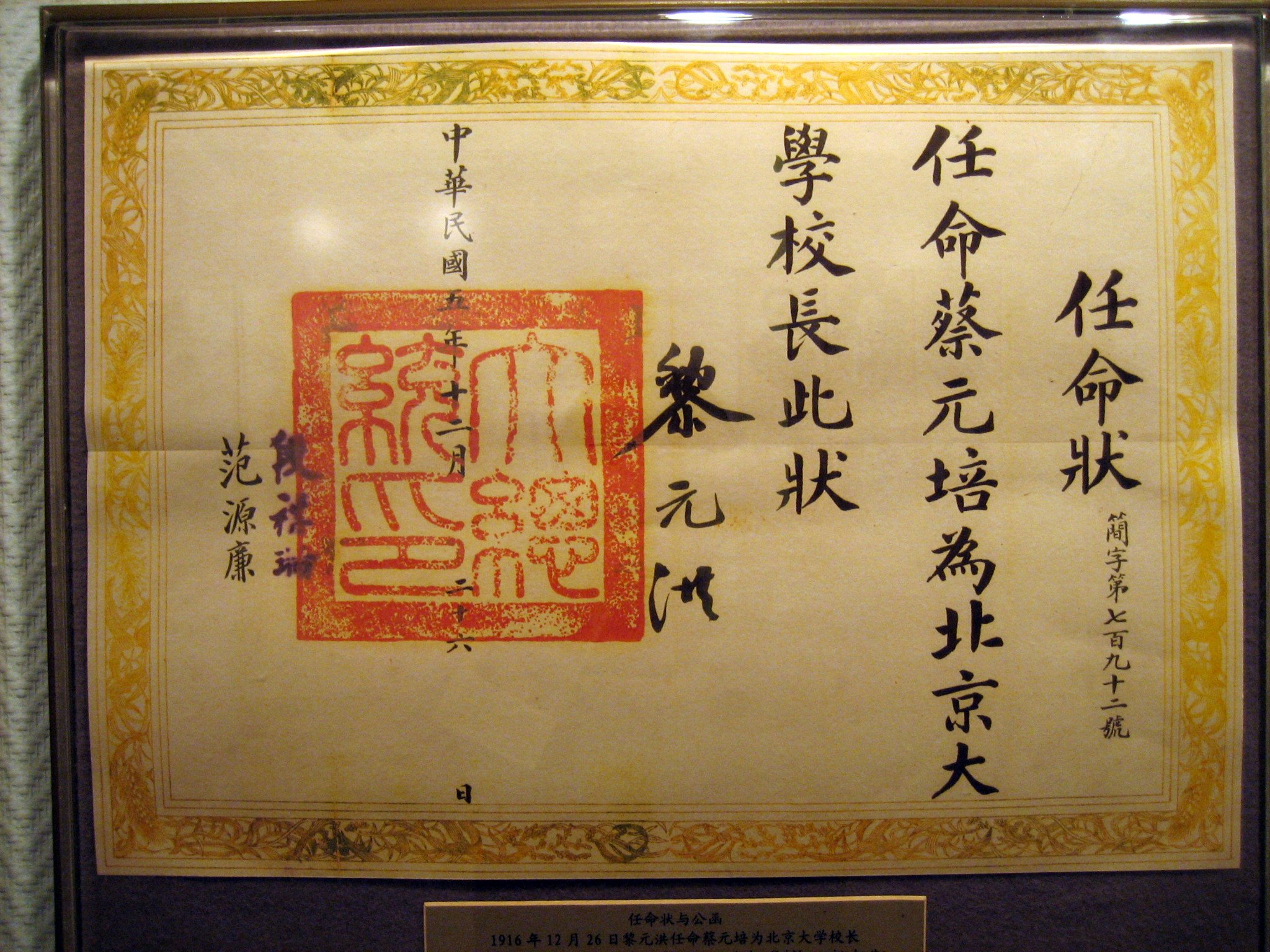
北大校长委任状

1916年11月上旬回抵上海，12月26日，被任為北京大學校長。任內敦聘專門學者，提倡自由主義的科學研究。組織進德會，挽救奔競和遊蕩的舊習。改革北大领导体制和学科、学制设置，创办科研机构，倡导平民教育，例行男女同校。他采取“囊括大典，网罗众家，思想自由，兼容并包”的方针，大量引进新人物，不拘一格招聘众家。北大很快即开学术研究、思想自由之风气。他还支持日益兴盛的新文化运动，提倡白话文，赞成文学革命，反对复古主义，倡导以“科学”和“民主”为内容的新思潮。他的努力终使北大成为“五四”时期新文化运动的中心。
- 共产主义

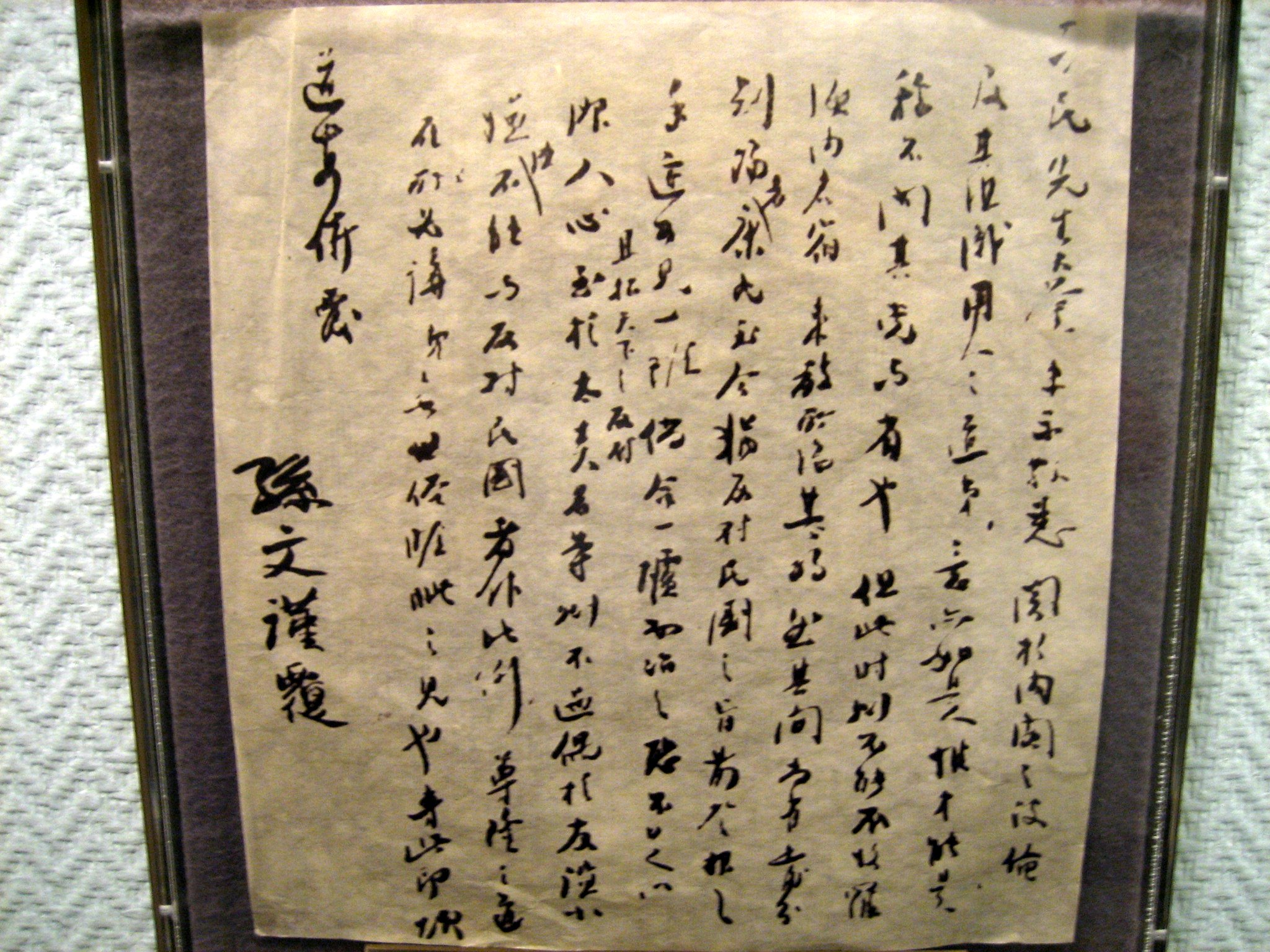
孙中山致蔡元培函

赴任前，蔡元培的众多友人认为北大校方腐败，如赴任有碍名望。孙中山认为，“北方当有革命思想的传播，像蔡元培这样的老同志，应当去那历代帝王和官僚气氛笼罩下的北京，主持全国教育。”蔡元培慨然领命。由于延聘和支持李大钊、陈独秀、鲁迅，辜鸿铭等人任教讲学，使北大不仅成为全国重要的学术研究中心，而且由于他们这些教授作为或激进，或左倾，或保皇等不同思想的代表而使北大成为新文化运动摇篮。五四运动中蔡元培支持学生，一度藉口胃病暫時离校。1919年7月，蔣夢麟答應代表蔡元培個人，非代表北京大學校長暫主北大校務；9月，蔡元培重回北京大學主持一切，蔣夢麟任教育學教授兼總務長；1920年10月，蔡元培赴法國，委蔣夢麟代理校務:59-67。1921年11月，蔡元培同意设立马克思学说研究会。

## 漫游欧洲
1907年自费留德，他在驻德使馆中兼职，还担任当时在德学习的唐绍仪侄子唐宝书、唐宝潮兄弟四人的家庭教师，为他们讲授国学。由于没有柏林大学要求的中学毕业证，1908年转投莱比锡大学读了三年书，因為辛亥革命纔回国。
1915年参加德法勤工俭学（Work-Study program）项目，直到1916年袁世凯去世，回国担任北大校长一职。
1920年初李石曾、蔡元培等在北京成立中法大學，蔡元培任校長，李石曾任董事長。1920年冬在里昂設立分部，里昂中法大學（法語：Institut Franco-Chinois de Lyon），吳稚暉任校長，資金由中法雙方共同籌集，後來1924年獲得法國以庚子賠款退款捐助，此校到1946年結束，前後有131人獲得博士學位，60人獲得工程師文憑。
1923年1月，因為憤慨於當時教育总长彭允彝提案逮捕财政总长罗文干的不稱職無恥，辞职又去漫遊欧洲。
1924年11月至1926年2月，蔡元培到德国求学，专攻民族学。

## 北伐与清党
1926年2月回国，参加中國國民黨主持的国民革命军北伐。
1927年3月28日，蔡元培在上海主持召开中国国民党中央监察委员会会议，与吴稚晖、张静江、李石曾提出发动“护党救国”运动。4月1日，汪精卫穿越西伯利亚再转苏联邮轮，从欧洲赶回上海。蒋介石、吴稚晖、蔡元培等向汪投诉中国共产党问题。4月2日，蔡元培和吴稚晖、李石曾、张静江、古应芬、陈果夫、李宗仁、黄绍竑8人，在上海召开中央监察委员会全体会议（全体监察委员20人，仅到8人，不过半数），蔡元培任主席。会上，吴稚晖提出，“以非常之处置，护救非常之巨祸”。蔡元培拿出《共产党祸党证据及共产党在浙祸党之报告》，让委员传观。会议在蔡元培的主持下，还审定了中央执行委员、中央监察委员和各省党员应进行看管的共产党人名单，共计179人。这份名单，包括了毛泽东、周恩来、陈独秀等中共领袖。会议通过了吴稚晖提出的弹劾文告，要求国民党中央执行委员会采取紧急措施，将各地共产党员由军警加以逮捕。4月3-5日，蔡元培和蒋介石、张静江、吴稚晖、李石曾在上海连续举行会议，策划清党。4月9日，蔡元培同吴稚晖、张静江、李石曾等人一起发出3000余字的“护党救国”联名通电，痛斥联共政策的种种荒谬，严词指责工农运动，号召“全体同志念党国之危机，凛丧亡之无日，披发缨冠，共图匡济；扶危定倾，端视此举”，举发中国共产党破坏革命，危害国本之逆谋，决议非常紧急处置案。1927年6月6日，蔡元培主持召开清共会议，通过了一份通缉名单，当时中共高级领导人全部名列其中。
1927年8月13日蒋介石被迫宣布辞总司令职下野，蔡元培等人一同辞职与蒋前往上海。后任代理国府主席。:32812月1日，蔡元培在上海大華飯店蒋介石和宋美龄的婚礼上担任主婚人。:348当年还任中央教育行政委員會常務委員。1927年12月13日，蔡元培表态支持蒋介石复出：“功在党国，此次再任艰巨，自极赞同。余意蒋先生复职以后，必能将所有军队凡立于铲除共党、打倒军阀之旗帜者，结合为一。现在武装同志大家都应觉悟，同心努力，一致为铲除共党、打倒军阀之工作。此外种种皆不足置虑也。”1928年2月8日国民党二届四中全会上，蔡元培领衔提出《为防范共党扰乱阴谋之提案》：“中国国民党虽经实行反共、分共数月如兹，但现在共产党扰乱中国之计划行为，仍甚猖獗，证据确凿，不得不加以制止”。
尽管蔡元培支持清党，但反对滥杀共产党人，并曾出面或暗中营救可能遭国民党逮捕的共产党人士，如朱宜权等。蔡元培主张三条原则：第一，抓人必须先调查清楚，始可逮捕；第二，定罪必须审问清楚，证据明白，才可判决；第三，杀人必须其人罪大恶极，提交清党委员会会议讨论决定后，始可执行。蔡元培曾撰文《追怀不嗜杀人的总理》对南京国民政府的屠戮行为表达不满。

## 教育改革及政治生涯
1927年，蔡元培倡议成立中華民國大學院作为全国最高学术教育行政机关，10月任為首任院长。除仿效法國大學院成立中華民國大學院外，在這期間創辦了中央研究院，成立國際出版品交換處。11月27日和萧友梅于上海创办国立音乐院（即现上海音乐学院），是中国最早建立的高等音乐院校。

### 创立国立艺术院
1928年于杭州西子湖畔创立国立艺术院（即现中国美术学院），是中国的最高美术学府。林风眠为首任院长兼教授，並聘任潘天壽、方幹民、吳大羽等人擔任教授。学院参照外国美术学院的模式，结合中国的具体情况，初设立中国画、西画、雕塑、图案四个系及研究部和预科，后又增设建筑、音乐专业。
蔡元培提倡“以美育代宗教”並在新文化的激越浪潮中创办国立艺术院。在1928年4月9日补行开学式的讲话中，他说：“大学院在西湖设立艺术院，创造美，使以后的人都移其迷信的心为爱美的心，借以真正地完成人们的生活。”蔡元培认为：“美育者，应用美学之理论于教育，以陶养感情为目的者也。”在1928年大学院制订的《创办国立艺术大学之提案摘要》中，更开宗明义地指出：“美育为近代教育之骨干。美育之实施，直以艺术为教育，培养美的创造及鉴赏的知识，而普及于社会。”在他看来，“东西各国，莫不有国立美术专门学校、音乐院、国立剧场等之设立，以养成高深艺术人才，以谋美育之实施与普及，此各国政府提倡美育之大概情形也”。有鉴于“国立艺术学校，仅于民国七年在北京设立一校”，他认为“应在长江流域再设一所国立艺术大学”。
1928年，国立艺术院成立。

### 从政
1928年4月23日，國民政府特任蔡元培為國立中央研究院院長。10月以後，「專任中央研究院長」。1929年3月蒋桂战争，蔡元培与吴稚晖、李石曾、张静江“四大佬”在上海劝说李济深前往南京调停，结果李济深遭到蒋介石扣留，使蔡元培十分气愤，开始疏远南京政府。:424-425
1928年8月，蔡元培举家定居上海，先后租住多个地点。最初租住公共租界慕尔鸣路（今茂名北路）升平街243号。约在1930年租住极司菲尔路49号（今万航渡路320弄42-44号）。1933年租住静安寺路（今南京西路）1025弄静安别墅52号。1937年10月移居海格路175号（今华山路303弄）16号。一个月后离开上海前往香港。
1930年11月16日，蔡元培在上海与楊杏佛、胡適、曾孟樸、葉恭綽、宗白華、徐志摩、戈公振、謝壽康、林語堂、鄭振鐸、邵洵美、唐腴廬和郭有守等14人發起中国笔会，蔡元培出任首任理事长。
1931年九·一八事变后，他奔走呼号，倡导抗日。12月15日，蔡元培在南京中国国民党中央党部遭北平前来请愿的学生（含北大学生）绑架，并遭殴打致伤。1932年12月，与宋庆龄、鲁迅和杨杏佛等组织中国民权保障同盟，反对国民政府的特务政治，积极开展抗日活动，拥护国共合作。他被選為副主席。
1933年3月14日，蔡元培与陶行知、李公朴和陈望道等100多人在上海举行了纪念马克思逝世五十周年大会，并发表演讲，对马克思表达敬意，严厉抨击了中国国民党的文化专制主义。同年，蔡元培倡議創建國立中央博物院（今南京博物院前身），並親自兼任第一屆理事會理事長。抗戰爆發初期，蔡元培與厲麟似、胡愈之等上海文化界知名人士聯合組織成立了上海文化界救亡協會，積極組織發動文化界人士及民眾投入抗日救亡運動。此外，蔡元培還與厲麟似等上海文化界救亡協會的創始成員聯合全國各大高校校長、教授聯合發表長篇聲明，揭露日軍蓄意毀滅中國教育機關的罪惡暴行，並組織救亡協會下設的國際宣傳委員會擴大對外宣傳，爭取世界各國人民的支持。1938年被推为国际反侵略大会中国分会名誉会长。
1936年，与陶玄、张静江和李石曾等人在上海创办世界学校，实行教育救国和科学救国，把学生从小培养成出国留学及有用的人才。

## 晚年
1937年11月27日，由庄长恭、丁燮林2位研究員陪同，從上海到香港。妻周峻（養浩）和子女在12月29日也到香港。
1938年5月20日，「保衛中國同盟」及「香港國防醫藥籌賑会」於聖約翰大禮堂（聖約翰座堂）舉行美術展覽會。宋慶齡邀請他出席並且公開發表演說。時任港督為羅富國爵士。
1940年3月3日，年邁的蔡元培於寓所失足跌倒。3月4日便被送入香港養和醫院。3月5日病逝，卜葬於香港仔華人永遠墳場。其著作辑有《蔡元培选集》。上海福壽園內有其銅像。

## 教育理念

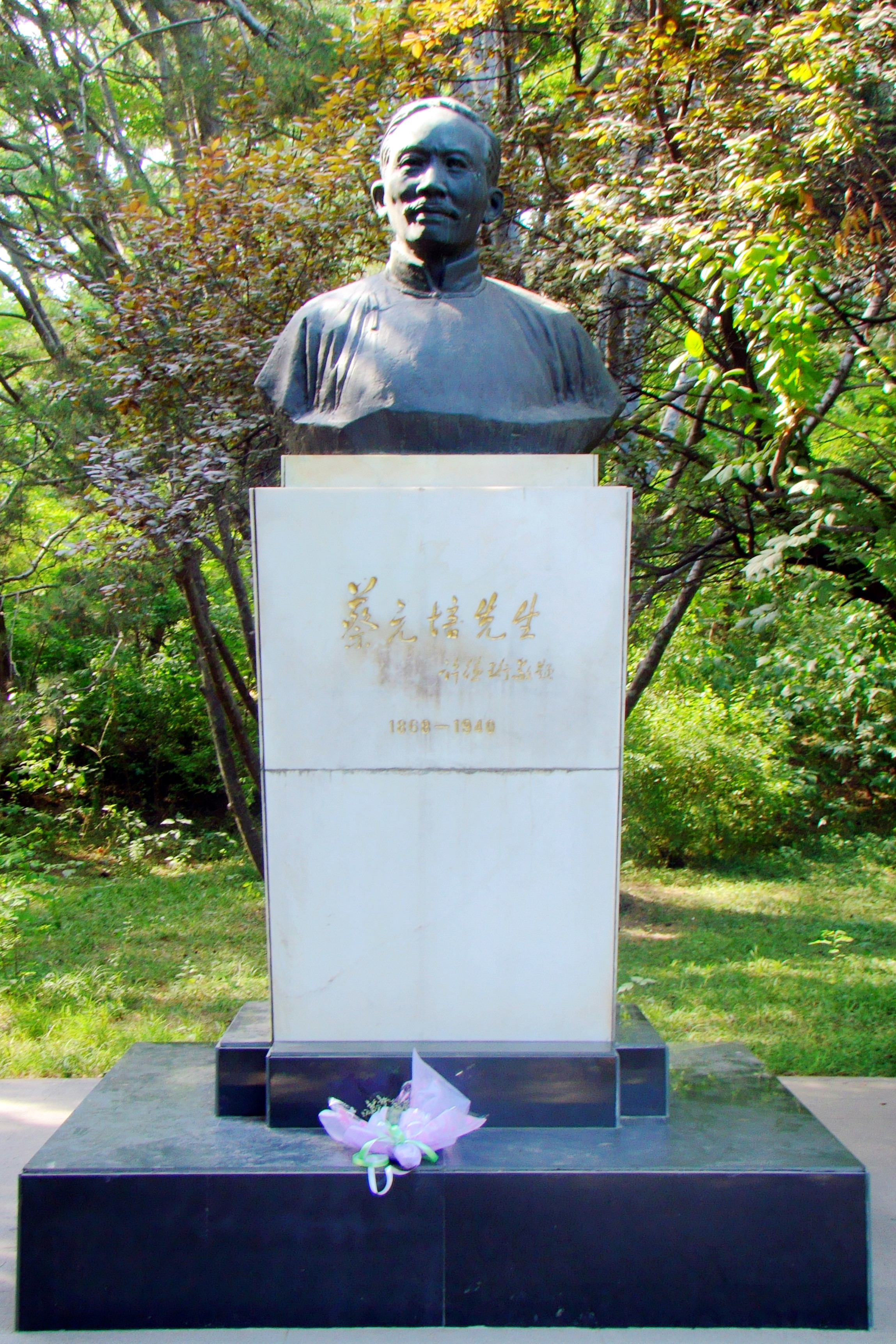
北京大学校园内的蔡元培像

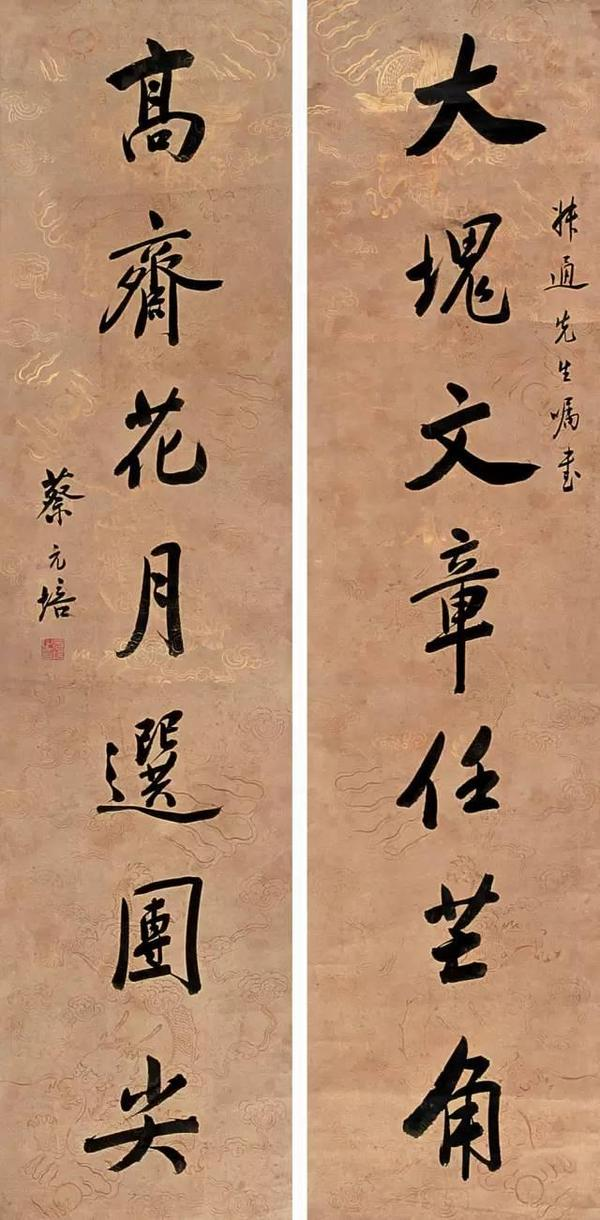
蔡元培對聯立軸

蔡元培两次留德，从而学到了贯穿其教育理念的核心思想：政治不可染指研究，大学独立之精神。
教育模式新颖，不拘一格，认为教育是国家兴旺之根本，是国家富强之根基。教育思想灵活，兼容并包，不因学术争议而排斥，广泛吸收各家所长。
|  | 教育者，养成人格之事业也。 |

他主张教育应注重学生，反对呆板僵化。他还提倡美育、健康教育、人格教育等新的教育观念。
大学教育有两大弊：一曰极端国民教育，使得受教育者迁就于政府的主义，“皆富于服从心、保守心，易受政府驾驭”；二曰极端实利教育，意思是把大学作为一个职业训练所，所有人都是生产流水线上一个驯服的小零件，配合永续生产而永远不发问，配合永续消费而永远不要求答案。

## 故居

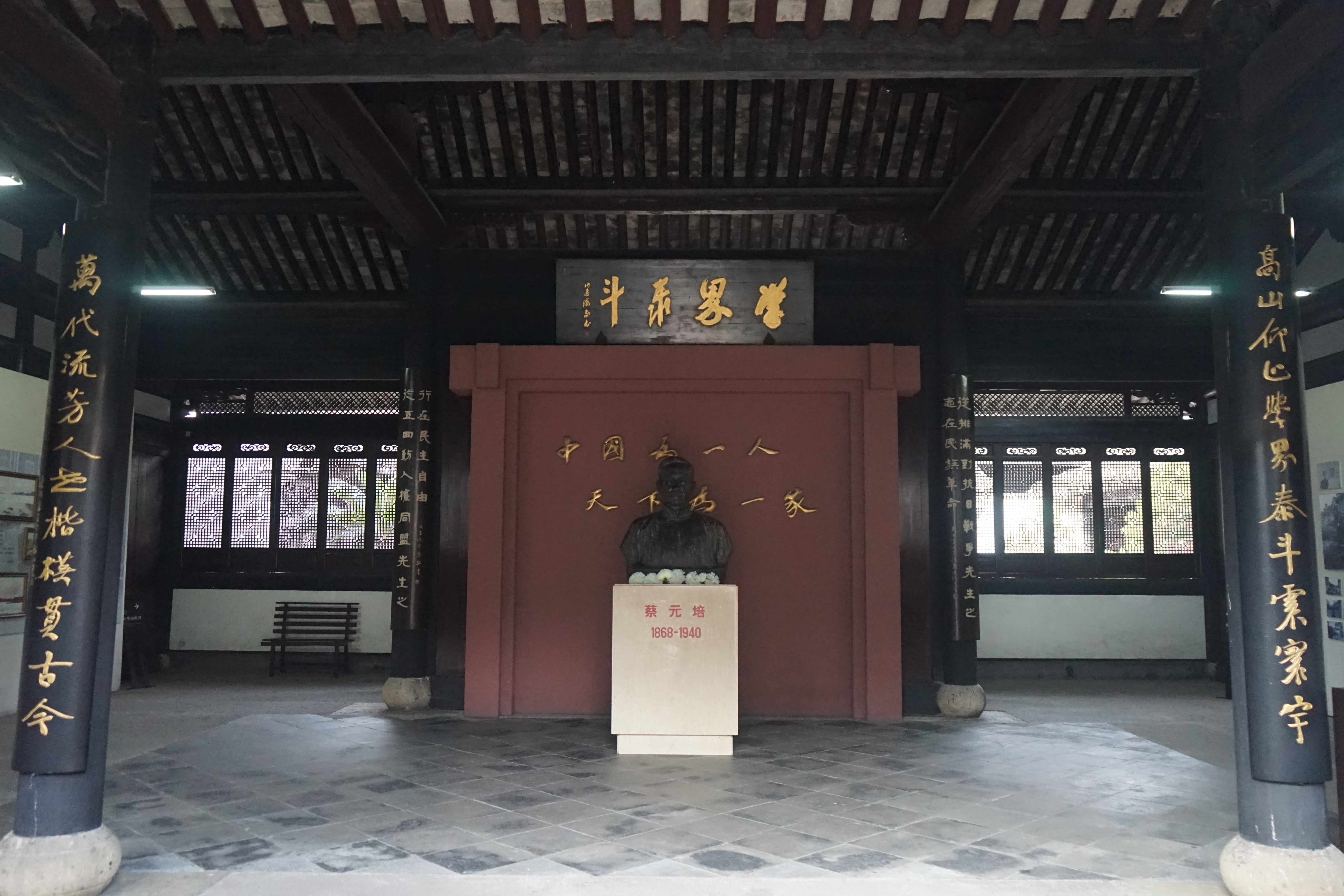
绍兴蔡元培故居

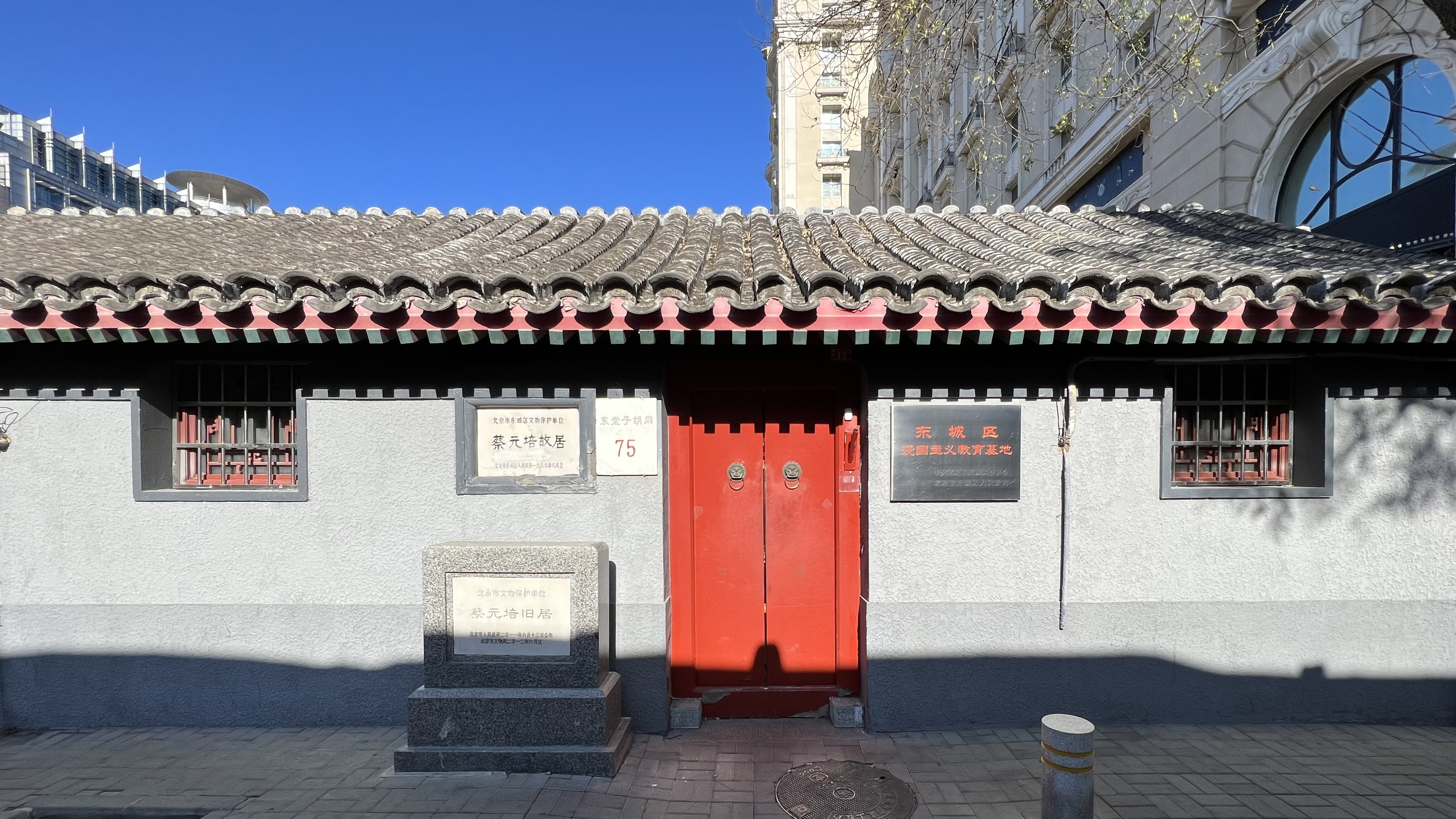
北京东堂子胡同75号的蔡元培故居

绍兴蔡元培故居位于绍兴市越城区萧山街笔飞弄13号，该处始建于明代晚期，是蔡氏祖父以下几代聚居地。蔡元培在此出生，并度过童年和青少年时代。
北京蔡元培故居位于北京市东城区东堂子胡同75号（原门牌33号），是一座普通的四合院。蔡元培于1917年至1920年任北京大学校长期间寓居于此。
上海蔡元培故居位于上海市华山路303弄16号，是一幢三层英式花园洋房，1937年蔡元培入住。现三楼设立为“蔡元培实物馆”，展出众多珍贵文物。此处是蔡元培在上海的最后一处寓所。

## 蔡元培与民族学
除了教育和美学方面之外，蔡元培在民族学方面亦有作出贡献。他的梦想之一是撰写《比较民族学》，“以研究民族学终老”。
- 1892年春，蔡元培赴京殿试。在有关西藏的策论题中，他详述西藏“地域广袤，山川道里”。
- 1901年蔡元培在《学堂教科论》中说：”以前的历史只记帝王之事，不记民生风俗，以致于一群强弱盛衰之数，终不可稽。
- 1908年至1911年在德国莱比锡大学学习哲学、文学、文明史和民族学。
- 1918年发表北京大学校长启事，广泛征集全国近世歌谣，供研究之用。
- 1924年8月出席国际民族学会第21次大会。
- 1924年11月至1926年2月在德国汉堡大学专修民族学。
- 1926年至1934年蔡元培先后发表了《说民族学》、《民族学与社会学》、《民族学上之进化观》等文章。
- 1927年中央研究院成立之时，蔡元培希望成立一个民族学研究所，但因人力物力有限，这个希望未能实现。
- 1928年社会科学研究所成立，蔡元培在研究所中增设民族学组，亲任组长兼研究员。在民族学组里开展了下列研究。[32]

1. 广西凌云瑶族调查研究
2. 台湾高山族调查研究
3. 松花江下游赫哲族调查研究
4. 世界各民族结绳记事及原始文字的研究
5. 外国民族民称的汉译
6. 西南少数民族研究资料的收集

## 评价
蔡元培對近代中國教育作出了不可多得的貢獻。自蔡元培開始，中國才形成了較完整的現代教育思想體系和教育制度。他的“思想自由，兼容並包”的主張，使北大成為新文化運動的發祥地，為新民主主義革命的發生創造了條件。培植家鄉青年不遺餘力。並為中華民族保護了一批思想先進、才華出眾的學者。
- 1940年3月7日，蒋介石在日记中评价他：“惟其在教育上与本党主义之功罪而言，以吾所见者，但有罪过而已，尤其是教育受其乡愿式之影响为更恶劣也。”[33]

- 学者黄炎培：“有所不为，吾师之律己，无所不容，吾师之教人。欲人知求真一本自由，记从长绍兴中学，以至长北京大学，弗逾初旨。晚而主持科学研究。广纳众流，一贯斯道，从德量浑涵中，确标趋向，嗟余小子，心传窃奉终身。”[33]

- 蔡元培是中國近代史上著名的教育家、思想家，他一生清廉正直，被毛澤東譽為「學界泰斗、人世楷模」。[34]

- 張昌華在《百年風度》認為，蔡元培不僅不是席豐履厚的一流，而且一生生活清苦，經常舉債度日，如果稍有餘錢，即款接親朋、周濟寒士。晚年流寓香港，目疾已重，常向商務印書館王雲五先生借大字本書閱讀。精神重壓，物質匱乏，使其身體狀況每況愈下，死後無一間屋，積欠醫藥費一千餘元，蔡夫人典衣質物以處喪事，衣衾棺木之費用，由王雲五先生代籌，足見其一生清廉，令人無限緬懷。
- 翁同龢曾在日記裡記述蔡元培「年少通經，文極古藻，雋才也！」

1940年2月5日，陕甘宁边区自然科学研究会在延安成立，毛泽东和陈云等出席会议并讲话，公推蔡元培为名誉主席。1940年2月20日，延安举行各界宪政促进会成立大会，毛泽东出席会议并作著名的《新民主主义的宪政》的演说，会议通过蔡元培为名誉主席团成员。1940年3月7日，毛澤東對蔡元培逝世向其家屬發出唁電，唁電中稱蔡元培“香港九龙奥士甸道蔡孑民先生家属礼鉴：孑民先生，学界泰斗，人世楷模，遽归道山，震悼曷极，谨电驰唁，尚祈节哀。”:176。3月9日，中共中央又发来唁电，并派廖承志专程前来吊唁。4月14日下午，延安各界千余人在中央大礼堂举行蔡元培、吴承仕二先生追悼大会，会场悬满挽联，周恩来送挽联：“从排满到抗日战争，先生之志在民族革命；从五四到人权同盟，先生之行在民主自由。”
中國大陸對蔡評價兩極，有人認為其與四一二事件有涉。

## 紀念
- 北京大学2006年起设立蔡元培奖，表彰为教育事业做出杰出贡献的北大教授，2008年之后改为每五年颁发一次。2001年，设立元培计划管理委员会，并以元培计划实验班的名义，招收第一届本科生，开展通识教育；2007年，北京大学元培学院正式成立。
- 香港浸會大學其中一個學生舍堂命名為「蔡元培堂 （页面存档备份，存于）」，以紀念蔡元培對中國教育事業的貢獻。而蔡元培堂一眾舊生及宿生，希望在國內發揚蔡先生的教育理念，於2007年9月在中國廣東省陽東縣成立全國第一所「蔡元培學校」[36]。
- 台灣中央研究院設立一座蔡元培紀念館，以紀念第一任院長蔡元培對中央研究院的貢獻。

## 著作
- 《蔡元培自述》(蔡元培著) 传记文学出版社 民国67
- 《中国伦理学史》(蔡元培著) 台湾商务印书馆 民国70
- 《蔡元培教育论著选》(蔡元培著) 人民教育出版社 1991
- 《蔡元培先生全集.续编》(蔡元培著) 台湾商务印书馆 民国80
- 《中国伦理学史》(蔡元培著) 上海书店 1984
- 《蔡元培自述》(蔡元培著) 传记文学出版社 民国56
- 《蔡元培语萃》(蔡元培著) 华夏出版社 1993
- 《蔡元培随想录:人生的启示》(蔡元培著) 山西高校联合出版社 1994
- 《文化融合与道德教化:蔡元培文选》(蔡元培著) 上海远东出版社 1994
- 《蔡元培文集》(蔡元培著) 锦绣出版事业股份有限公司 1995
- 《蔡元培选集》(蔡元培著) 浙江教育出版社 1993
- 《中国伦理学史》(蔡元培著) 东方出版社 1996
- 《蔡元培学术文化随笔》(蔡元培著) 中国青年出版社 1996
- 《张元济蔡元培来往书信集》(张元济著/蔡元培著) 商务印书馆(香港)有限公司 1992
- 《商务印书馆九十年:我和商务印书馆》(蔡元培著/蒋维乔著/庄俞著) 商务印书馆 1987
- 《蔡元培语言及文学论著》(蔡元培著) 河北人民出版社 1985
- 《玄圃论学集:熊十力生平与学术》(蔡元培著) 三联书店 1990
- 《蔡元培选集》(蔡元培著) 中华书局 1959
- 《蔡元培论科学与技术》(蔡元培著) 河北科学技术出版社 1985
- 《蔡元培全集》(蔡元培著) 浙江教育出版社 1996
- 《中国现代学术经典,蔡元培卷》(刘梦溪主编) 河北教育出版社 1996
- 《蔡元培学术论著》(蔡元培著) 浙江人民出版社 1998
- 《国立北京大学中国民俗学会民俗丛书.101,美育代宗教说》(娄子匡编/蔡元培著) 东方文化书局 1973
- 《国立北京大学中国民俗学会民俗丛书.121,妖怪学讲义》(娄子匡编/蔡元培著) 东方文化书局 1974
- 《国立北京大学中国民俗学会民俗丛书.141,中国伦理学史》(娄子匡编/蔡元培著) 东方文化书局 1974
- 《国立北京大学中国民俗学会民俗丛书:专号.(2),民族篇》(娄子匡主编/蔡元培著) 东方文化书局 1976
- 《蔡元培张元济往来书札》(蔡元培/张元济著) 中央研究院中国文哲研究所筹备处 民国79
- 《蔡元培美育论集》(蔡元培/高平叔) 湖南教育 1987
- 《蔡元培哲学论著》(蔡元培/高平叔) 河北人民 1985
- 《蔡元培美学文选》(蔡元培著) 北京大学出版社 1983
- 《蔡元培全集》(蔡元培著/高平叔编) 中华书局 1984
- 《蔡元培政治论著》(蔡元培/高平叔) 河北人民 1985
- 《石头记索隐》(蔡元培著/胡适著) 北京大学出版社 1989
- 《孑民自述》(蔡元培著) 江苏人民出版社 1999
- 《蔡元培美学文选》(蔡元培著) 淑馨出版社 1989
- 《中国伦理学史》(蔡元培著) 商务印书馆 1998
- 《未能忘却的忆念:〈宇宙风•自传之一章〉〈人间世•名人志〉合集》(蔡元培著) 上海古籍出版社 1999
- 《中国伦理学史》(蔡元培著) 商务印书馆 1999
- 《蔡元培民族学论著》(蔡元培著) 台湾中华书局 5/12
- 《蔡元培教育论集》(蔡元培,著) 湖南教育出版社 1987
- 《简易哲学纲要》(蔡元培编) 商务印书馆 民国13
- 《哲学要领》(科培尔讲) 商务印书馆 民国8
- 《哲学大纲》(蔡元培编纂) 商务印书馆 民国10
- 《中国伦理学史》(蔡元培著) 上海商务印书馆 民国26
- 《美术的起源:学术讲演录》(蔡元培著)4414
- 《中国伦理学史》(蔡元培编) 商务印书馆 民国16
- 《石头记索隐》(蔡元培编纂) 商务印书馆 民国23
- 《伦理学原理》(蔡元培编译) 商务印书馆 民国8年
- 《张菊生先生七十生日纪念论文集》(胡适编辑/蔡元培/王云五编辑) 商务印书馆 民国26
- 《蔡元培书信集》(蔡元培著) 浙江教育出版社2000
- 《文明的呼唤:蔡元培文选》(蔡元培著/聂振斌选注) 百花文艺出版社 2002
- 《大学精神:五四前后知识分子论大学精神之经典文献》(蔡元培/胡适著) 立绪文化事业有限公司 民国90
- 《哲学大纲》(蔡元培编纂) 商务印书馆 民国15
- 《中国伦理学史》(蔡元培编) 商务印书馆 民国17
- 《现代教育思潮》(吴敬恒/蔡元培/王云五主编) 商务印书馆 民国20
- 《我在北京大学的经历》(蔡元培著) 湖北人民出版社 2003
- 《中国新文学大系导论集》(蔡元培著) 良友图书公司 民国34
- 《蔡元培讲演集》(蔡元培著) 河北人民出版社 2004
- 《王国维蔡元培鲁迅点评红楼梦》(王国维/蔡元培/鲁迅著) 团结出版社 2004
- 《中国伦理学史》(蔡元培著) 商务印书馆 2004
- 《蔡元培自述》(蔡元培著) 河南人民出版社 2004
- 《蔡孑民先生言行录》(蔡元培著) 广西师范大学出版社 2005
- 《蔡元培自述》(蔡元培CaiYuanPei著) 传记文学出版社 民国67
- 《妖怪学》（蔡元培译）上海文艺出版社 1992
- 《蔡元培先生德育講義》

## 其他
愛因斯坦曾應北大校長蔡元培之邀，承諾在北大作為期兩週的講座，但因各種原因而延誤，這成為愛因斯坦的“莫大痛苦”和蔡元培的“最大遺憾”。
2019年11月14日，蔡元培位於香港的墳墓遭一名不滿反對逃犯條例修訂運動的中國內地极左派人士破壞，墓碑上的題字遭人鑿爛。該名人士於微博帳號「哀極無淚」承認自己破壞墳墓表示，周四（14日）到香港給蔡元培的墓碑「打磨了一下」，再在墓碑上貼上被中共政權封為烈士的汪壽華和趙世炎的遺像。不過，有內地網民聲討該等破壞行為，批評他毀人墳墓的做法超出文明底線，指與香港立法會議員何君堯的祖墳遭人破壞無異，並向相關部門檢舉。

## 畫像
- 蔡元培 / 江啟明 (Kong Kai Ming)  （页面存档备份，存于） Portrait Gallery of Chinese Writers (Hong Kong Baptist University Library 香港浸會大學圖書館)